# سیستم پرونده بین سیاره ای
سیستم پرونده بین سیاره ای (IPFS) یک پروتکل و شبکه همتا به همتا برای ذخیره و به اشتراک گذاری داده‌ها در یک سیستم فایل توزیع شده‌است. IPFS از آدرس دهی محتوا برای شناسایی منحصر به فرد هر فایل در یک فضای نام جهانی که همه دستگاه‌های محاسباتی را به هم متصل می‌کند، استفاده می‌کند.

## طراحی
IPFS به کاربران امکان میزبانی و دریافت محتوا را به روشی مشابه بیت تورنت می‌دهد. برخلاف سرور مستقر در مرکز، IPFS در اطراف یک سیستم غیرمتمرکز از اپراتورهای کاربر ساخته شده‌است که بخشی از داده‌های کلی را در اختیار دارند، و یک سیستم انعطاف‌پذیر برای ذخیره‌سازی و به اشتراک گذاری فایل ایجاد می‌کند. هر کاربر در شبکه می‌تواند با استفاده از آدرس محتوای آن، پرونده ای را ارائه دهد و سایر افراد دیگر در شبکه می‌توانند با استفاده از جدول هش توزیع شده (DHT)، آن محتوا را از هر گره ای که آن را داشته باشد پیدا کنند و درخواست کنند.
برخلاف بیت تورنت ، هدف IPFS ایجاد یک شبکه جهانی واحد است. این بدان معناست که مثلاً اگر آلیس و باب مجموعه ای از داده‌ها را با همان هش منتشر کنند، همتایانی که محتوا را از آلیس بارگیری می‌کنند، داده‌هایی را با کسانی که از باب بارگیری می‌کنند تبادل می‌کنند. هدف IPFS جایگزینی پروتکل‌های مورد استفاده برای تحویل ثابت صفحه وب با استفاده از دروازه‌هایی است که با HTTP در دسترس هستند. کاربران ممکن است ترجیح دهند سرویس گیرنده IPFS را روی دستگاه خود نصب نکنند و در عوض از درگاه عمومی استفاده کنند. لیستی از این دروازه‌ها در صفحه گیت هاب IPFS نگهداری می‌شود.

## تاریخچه

### آزمایشگاه‌های پروتکل
IPFS توسط جان بنت ایجاد شد که بعداً در می ۲۰۱۴ آزمایشگاه پروتکل را تأسیس کرد. طبق وب‌سایت خود و مجمع جهانی اقتصاد، آزمایشگاه پروتکل «یک آزمایشگاه تحقیق، توسعه و استقرار منبع باز برای فناوری بلاک چین» است که «سیستم‌های نرم‌افزاری را ایجاد می‌کند که با چالش‌های مهم مقابله می‌کند» و هدف آن «ایجاد وجود انسان» است. دستورها بزرگی از طریق فناوری بهتر است." پروژه‌های Protocol Lab شامل IPFS، Filecoin , libp2p, Multiformats, IPLD و SourceCred است.
دفتر مرکزی آزمایشگاه‌های پروتکل در ایالات متحده آمریکا و در دلاور گنجانده شده‌است، اما تیم آن از راه دور کار می‌کند. از سال ۲۰۲۱، ۱۳۰ عضو، ۲۵۰ میلیون دلار بودجه (از جمله فایل کوین ICO) دارد و در پالو آلتو، کالیفرنیا واقع شده‌است.

## اجراها و کاربردها
IPFS در فوریه ۲۰۱۵ در نسخه آلفا راه اندازی شد و در اکتبر همان سال توسط تک کرانچ به عنوان «به سرعت دهان به دهان پخش می‌شود.»
همه‌پرسی استقلال کاتالونیا، که در سپتامبر تا اکتبر ۲۰۱۷ برگزار شد، توسط دادگاه قانون اساسی اسپانیا غیرقانونی تلقی شد و بسیاری از وب سایت‌های مرتبط مسدود شدند. متعاقباً، حزب دزدان دریایی کاتالونیا وب سایت را در IPFS منعکس کرد تا حکم مسدودسازی دادگاه عالی دادگستری کاتالونیا را دور بزند.
حملات فیشینگ نیز از ژوئیه ۲۰۱۸ از طریق دروازه IPFS کلادفلر توزیع شده‌است. HTML کلاهبرداری فیشینگ در IPFS ذخیره می‌شود و از طریق دروازه کلادفلر نمایش داده می‌شود. اتصال از طریق یک گواهینامه کلادفلر SSL ایمن نشان داده می‌شود.
بات نت IPStorm که برای اولین بار در ژوئن ۲۰۱۹ شناسایی شد، از IPFS استفاده می‌کند، بنابراین می‌تواند فرمان و کنترل خود را در میان جریان داده‌های قانونی در شبکه IPFS پنهان کند. محققان امنیتی قبلاً امکان نظری استفاده از IPFS به عنوان یک سیستم فرمان و کنترل بات نت را بررسی کرده بودند.

## سایر کاربردهای قابل توجه
- در طول بلوک ویکی‌پدیا در ترکیه، از IPFS برای ایجاد آینه‌ای از ویکی‌پدیا استفاده شد که با وجود ممنوعیت، امکان دسترسی به محتوای ویکی‌پدیا را فراهم می‌کند.[۱۵] آن نسخه بایگانی شده ویکی‌پدیا یک کپی تغییرناپذیر محدود است.
- فایل کوین، همچنین مرتبط با IPFS است و توسط Juan Benet و Protocol Labs توسعه یافته‌است، یک ابر ذخیره‌سازی مشارکتی مبتنی بر IPFS است.[۱۶]
- کلادفلر یک دروازه وب توزیع شده را برای ساده‌سازی، سرعت بخشیدن و ایمن کردن دسترسی به IPFS بدون نیاز به گره محلی اجرا می‌کند.[۱۷]
- سیستم هویت مستقل مایکروسافت، مایکروسافت ION، از طریق شبکه شناسه‌های غیرمتمرکز مبتنی بر Sidetree بر روی بلاک چین بیت کوین و IPFS ایجاد می‌کند.[۱۸]
- Brave از پروتکل Origin و IPFS برای میزبانی فروشگاه کالاهای غیرمتمرکز خود استفاده می‌کند[۱۹] و در سال ۲۰۲۱ پشتیبانی را به مرورگر خود اضافه کرد.[۲۰]
- اپرا نسخه اندروید دارای پشتیبانی پیش‌فرض از IPFS است که به کاربران تلفن همراه امکان می‌دهد ipfs:// را برای دسترسی به داده‌ها در شبکه IPFS مرور کنند.[۲۱]